# Municipio de Madison (condado de Pickaway)
El municipio de Madison (en inglés: Madison Township) es un municipio ubicado en el condado de Pickaway en el estado estadounidense de Ohio. En el año 2010 tenía una población de 1355 habitantes y una densidad poblacional de 21,43 personas por km².

## Geografía
El municipio de Madison se encuentra ubicado en las coordenadas 39°46′34″N 82°53′41″O / 39.77611, -82.89472. Según la Oficina del Censo de los Estados Unidos, el municipio tiene una superficie total de 63.23 km², de la cual 63,02 km² corresponden a tierra firme y (0,34 %) 0,21 km² es agua.

## Demografía
Según el censo de 2010, había 1355 personas residiendo en el municipio de Madison. La densidad de población era de 21,43 hab./km². De los 1355 habitantes, el municipio de Madison estaba compuesto por el 98,23 % blancos, el 0,74 % eran afroamericanos, el 0,15 % eran amerindios, el 0,22 % eran de otras razas y el 0,66 % eran de una mezcla de razas. Del total de la población el 1,4 % eran hispanos o latinos de cualquier raza.